# Distrito de Ayo

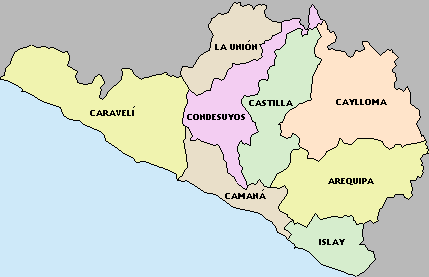
Provincias de Arequipa

El distrito de Ayo es uno de los catorce distritos que conforman la provincia de Castilla en el departamento de Arequipa, bajo la administración del Gobierno regional de Arequipa, en el sur del Perú.
Desde el punto de vista jerárquico de la Iglesia católica forma parte de la Prelatura de Chuquibamba en la arquidiócesis de Arequipa.

## Historia
El distrito fue creado mediante Ley No.6162 del 3 de abril de 1928, en el gobierno del Presidente Augusto B. Leguía.

## Geografía
Forma parte de la comarca de Castilla Media, ubicada entre los 2 000 y los 3000 m s. n. m. y caracterizada por una geografía accidentada con terrenos aprovechables para la agricultura, formados por valles semi-planos creados por el violento declive de la cordillera de los Andes y la erosión de los ríos. En los valles interandinos se aprecian terrazas, andenerías, con vertientes de agua que dan inicio a ríos, lugares que cuentan con llanuras de corta extensión adecuadas para la agricultura y ganadería, regadas por las aguas de los deshielos del nevado Coropuna.

## Centros poblados
Ayo, Acho y Subna.
Este centro urbano,  el núcleo con menor población de la provincia, se  encuentra desarticulado, cuenta con una población de 360 habitantes, siendo la actividad principal la agricultura y como secundarias la ganadería y la pesca.

## Autoridades

### Municipales
- 2019-2021
  - Alcaldesa: Carmela Juyo Huayna, de Fuerza Arequipeña.
  - Regidores: Daniel Cristino Molina Aguilar, Alonso Ronaldo Molina Huayna, Inocencio Almanza Huayna, Yosi Aguirre Huamani, Sabino Victor Yato Flores.
- 2011-2014[4]
  - Alcalde: José Justo Vilca Yato, del Partido Acción Popular (AP).
  - Regidores: Juan Donato Begazo Corrales (AP), Jainor Condo Riveros (AP), Maritza Isabel Molina Cano (AP), Katherine Lizeth Fernández Huayna (AP), Manuel Emilio Begazo Gutiérrez (Fuerza Arequipeña).
- 2007-2010:
  - Alcalde: Víctor Luis Mejía Mejía.

### Religiosas
- Obispo Prelado: Mons.  Jorge Enrique Izaguirre CSC.
- Viceparroquia San Pedro de Ayo: Párroco Prb. Max Álvarez Palza, OFMCap.

## Festividades
- San Sebastián.
- San José Obrero.
- San Isidro.
- San Antonio.
- Virgen del Rosario.